# 拉曼大学

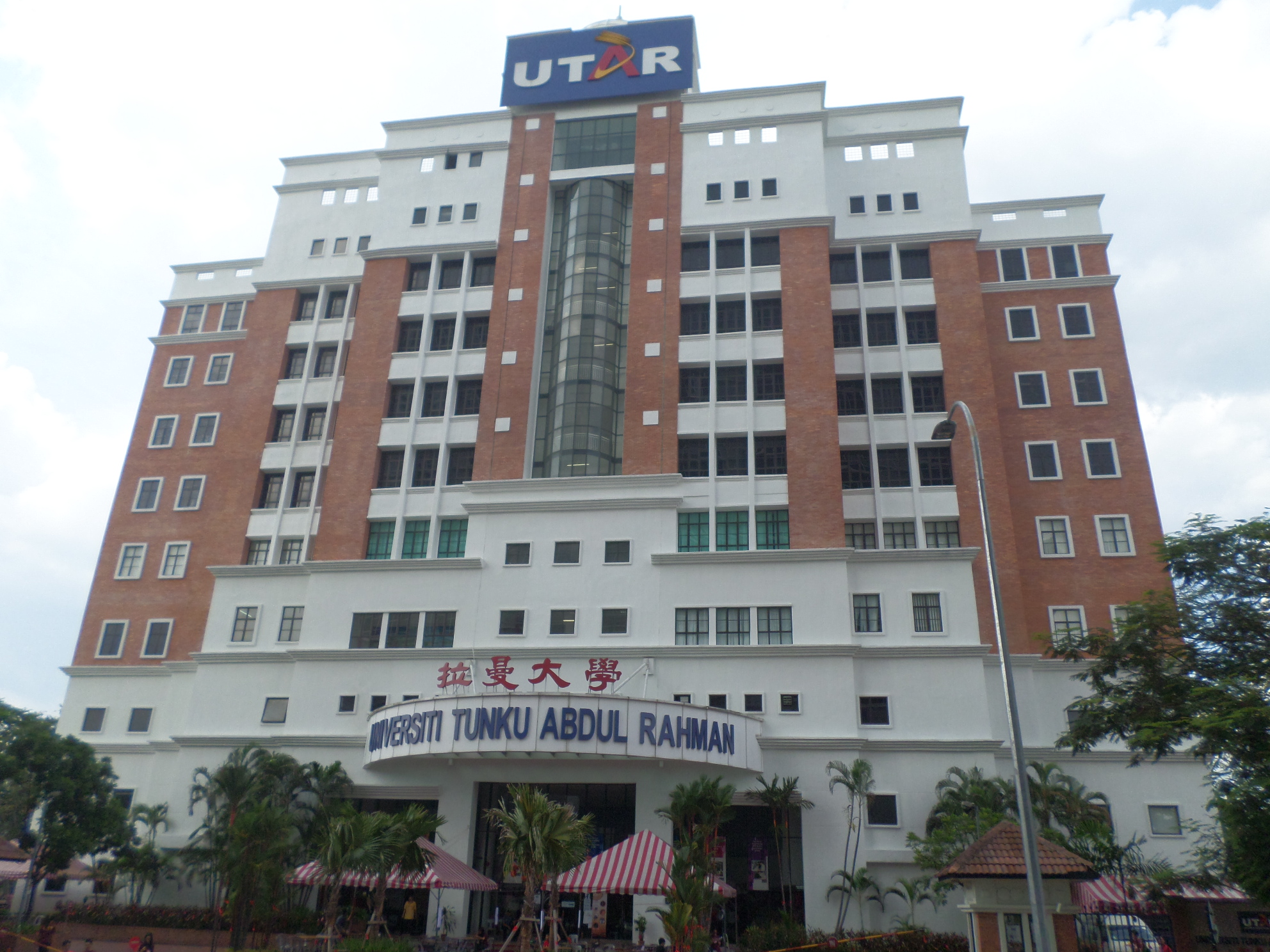
拉曼大学双溪龙校区

拉曼大学（简称：优大）是一所位于马来西亚的私立综合性研究型大学。创校于2002年，是由拉曼大学教育基金会于创办的一所非盈利高等教育机构，名称取自马来西亚第一任首相东姑阿都拉曼。拉曼大学在2021年泰晤士高等教育世界大學排名和2018年泰晤士高等教育亚洲大学排名分别名列501-600名和100名以内，位居全国第二，仅次于马来亚大学。
拉曼大学是首要数码科技认证大学之一，受马来西亚数码经济机构（MDEC）承认。拉曼大学荣获马来西亚技术人员委员会（MBOT） 授予MBOT Supportive University/College Award荣誉。拉曼大学也是马来西亚大学中少数荣获马来西亚学术资格鉴定机构（MQA）授予学术自治权（Self Accreditation）的十六所大学之一。
拉曼大学荣获英国特许管理会计师公会（CIMA）卓越奖亚太地区区域铜奖。
拉曼大学旗下拥有14所学院，52所学术部门以及35所研究中心，学科覆盖文、经、管、理、工、农、医、教、艺，是一所学科门类齐全的综合性、研究型大学。拉曼大学和拉曼理工大学的学生在外统称为“拉曼生”。
拉曼大学在学术科研方面与美国，英国，加拿大，澳洲，德国，法国，俄罗斯，新加坡，中国大陆，香港，臺灣，韩国，西班牙，波兰及其他国家大学均有学术交流及合作。

## 历史
2001年7月5日，时任马来西亚教育部长慕沙莫哈末依《1996年私立高等教育机构法案》，成功邀请马华公会开办拉曼大学。
拉曼大学的成立适时地成为马来西亚政府对高等教育的认可，成为重要的一环，推动与确保知识财产可以持续成长，以满足马来西亚对高等教育的知识提升，刺激经济的发展。
由时任马华公会总会长林良实领导，完成大学蓝图的设计，建立大学的内部架构，其工委会领袖则由时任拉曼学院校长黄丽绥担任，筹备大学成立的计划书。经过数月的会议、审议与研究，完成了最后的大学框架。
2002年3月，拉曼大学在雪兰莪州八打灵再也设立临时校区，主要提供八门科系修读。同年，拉曼大学迎来第一批2002/03季度的大学新生，于5月开课正式入学就读。
2002年6月10日，拉曼大学在当时雪兰莪州八打灵再也设立的临时校区，迎来第一批为数411名的大学新生。
2002年8月13日，时任马来西亚首相马哈迪·莫哈末为拉曼大学在其霹雳州金宝校区进行隆重的奠基仪式，象征拉曼大学的正式诞生。成立至今，拉曼大学依然隶属于拉曼大学教育基金会，为一所非盈利机构。
2006年12月28日，拉曼大学管理委员会主席林良实连同其夫人王维娜、长子林熙隆访问拉曼大学时宣布，拉曼大学第一期A建筑计划已大功告成，也锁定在2007年1月12日上午11时，举行一项移交管理权仪式。他说，建造期间，建筑权是在承建商手中，建筑工程大功告成后，管理权将会移交给拉曼大学管委会。
2008年4月10日，拉曼大学理事会主席林良实宣布委任蔡贤德为拉曼大学新校长，以取代于该年4月1日正式荣休的黄丽绥。

## 校区
拉曼大学目前有两个校区：雪兰莪双溪龙校区以及霹雳金宝主校区。 原有的八打灵再也和吉隆坡文良港旧校区已于2015年6月迁移至双溪龙新校区。

### 金宝校区

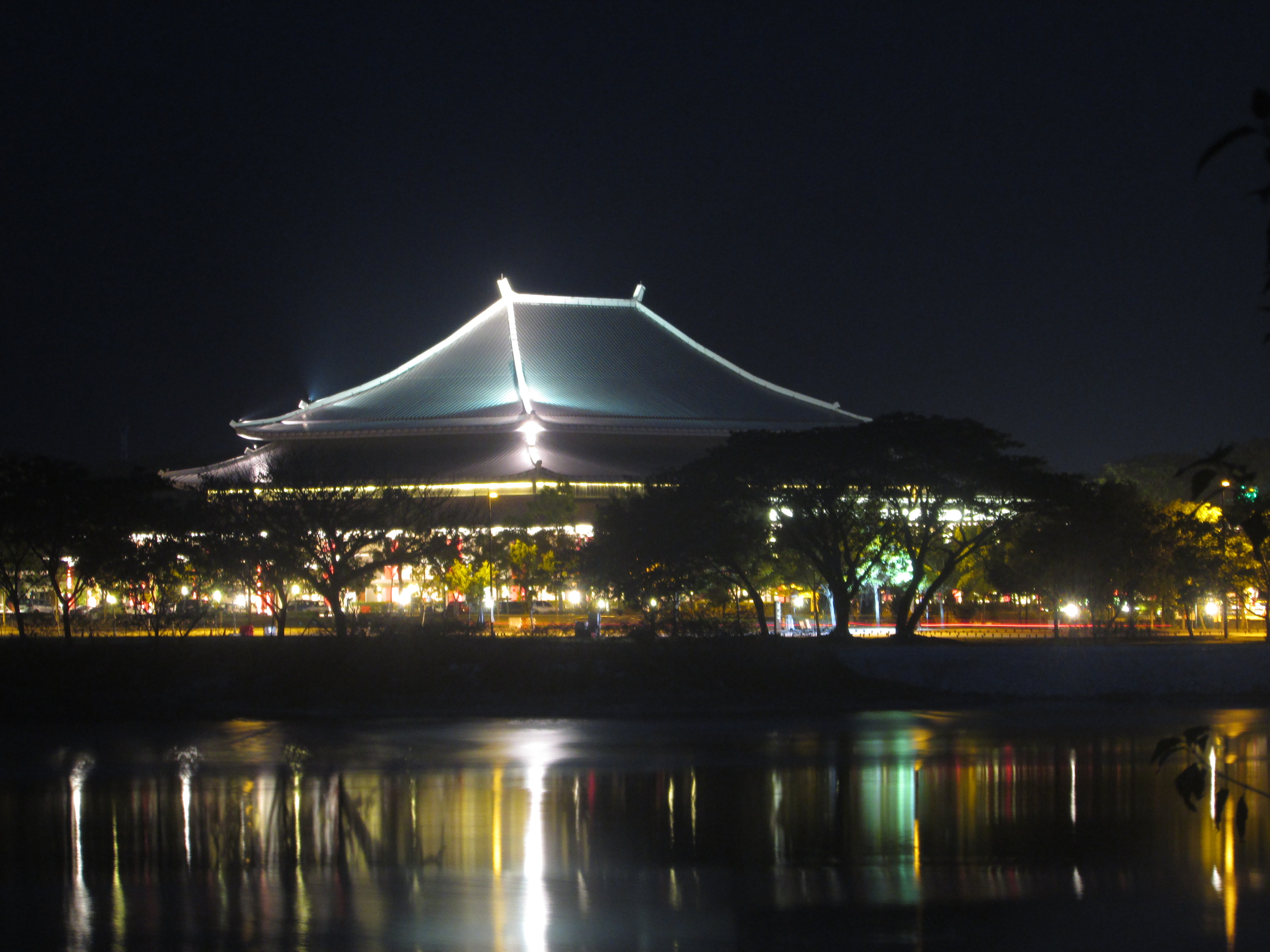
金宝校区的敦林良实礼堂

拉曼大学金宝校区位于霹雳金宝，是拉曼大学最大的主校区。占地面积约1300英亩。此校区于2007年5月建成启用。
目前位于金宝校区的学院，包括：
- 文学与社会科学学院（Faculty of Arts and Social Science，FAS）
- 郑鸿标工商与金融学院（Teh Hong Piow Faculty of Business and Finance，THP FBF）
- 工程与绿色科技学院（Faculty of Engineering and Green Technology，FEGT）
- 资讯与通讯科技学院（Faculty of Information and Communication Technology，FICT）
- 理学院（Faculty of Science，FSc）
- 基础课程中心（Centre of Foundation Studies，CFS）
- 中华研究院（Institute of Chinese Studies，ICS）
- 高等教育与研究所（Institute of Postgraduate Studies and Research，IPSR）

### 双溪龙校区
拉曼大学双溪龙校区位于雪兰莪加影市，是拉曼大学在巴生谷的校区。目前位于双溪龙校区的学院，包括：
- 会计与管理学院（Faculty of Accountancy and Management，FAM）
- 医学与保健科学学院（M. Kandiah Faculty of Medicine and Health Sciences，MK FHMS）
- 李光前理工学院（Lee Kong Chian Faculty of Engineering and Science，LKC FES）
- 创意产业学院（Faculty of Creative Industries，FCI）
- 中华研究院（Institute of Chinese Studies，ICS）
- 基础课程中心（Centre of Foundation Studies，CFS）
- 高等教育与研究所（Institute of Postgraduate Studies and Research，IPSR）
- 延续教育中心（Centre for Extension Education，CEE）

## 文化
由於拉曼大學94%的學生是華人，因此雖然大學内課程皆以英文教學（除了中文系、中文媒體新聞系及中醫學以中文為主），學生之間使用中文或方言交談的場景隨處可見，但也能看到部分華人學生之間以英語交談（因為他們沒有華文教育背景）。
拉曼大學附近建了許多房產（以公寓及排屋為主），如Flora Green Condominium（雙溪龍校區）及KT Management（金寶校區）等，成了外地學生的住所，也是他們聚集的地方。這些地方附近的餐廳和嘛嘛檔也因為學生的聚集顯得生意格外的好。夜晚的時候更是可看到一堆朋友在嘛嘛檔喝茶聊天，份屬馬來西亞不一樣的喝茶文化。同時校園附近每星期有一天會有早市及夜市，使得該地區顯得格外熱鬧。
拉曼大学附近的商店應有盡有，讓學生更方便購買生活用品或用餐，如銀行、文具店、迷你超市、便利店。同時拉曼大學外有RapidKL（雙溪龍區）巴士站（也是航程的出發點），學生可以搭乘RapidKL巴士到達各處，或者从沙登（Serdang）KTM火车站乘搭芙蓉线去谷中城美佳广场、甲洞、吉隆坡中央车站和南湖镇终站以乘坐長途巴士前往不同的州屬。

## 学生组织
截止2018年，优大共有62个注册团体。拉曼大学的学生理事会（UTAR Student Representative Council）是一个主要的团体。它代表全体学生与校方磋商有关学生事务和福利问题。校园内还有拉曼大学华文学会、佛学会和中研会等等。
- 拉曼大学华文学会（优华） 成立于2009年，是优大最大的华人学生组织，有1千多名会员，底下有四个小组，即扯铃社、茶艺坊，辩论坊和华族舞蹈团，积极推广华文和促进各民族学生之间的交流方面发挥着作用，也盼望成为大专优秀团体之一。

## 国际顾问委员会[26]
拉曼大学放眼成为一所顶尖大学，因此必须具备国际视野以及达到国际标准的能力。为此，拉曼大学成立“国际顾问委员会”，由时任拉曼大学委员会主席敦林良实医生领衔，并且于2002年 4月15日就职，以汇聚各领域的学者，为大学提供指引，并且建立符合国际标准的研究项目和教学工作。该委员会的成立为一项明智的决定，充满活力地开启大学迈向卓越之路。现任国际顾问委员会主席为海外华人历史学家——王赓武名誉教授。
现任国际顾问委员会：
- 王赓武名誉教授  Prof. Wang Gungwu（主席）
- 杨福家教授 Prof. Yang Fujia
- 李远哲教授 Prof. Yuan Tseh, Lee
- 高斯贾斯蒙教授 Dr. Ghauth Jasmon
- 杜维明教授 Prof. Tu Weiming
- 王顺福名誉教授 Dr. Augustine Ong Soon Hock
- 林世杰名誉教授 Dr. Lam Sai Kit
- 尹子峰教授 Dr. Yuon Zi Feng

## 本科课程
| 基础课程               | 理科基础课程         | 文科基础课程         |                        |                  |                |
| 会计、商业及经济       | 会计系 (3年)         | 会计系 (4年)         | 银行及金融系           | 建筑与物业管理系 | 旅游市场营销系 |
| 会计、商业及经济       | 工商行政系           | 企业系               | 金融系                 | 金融经济学系     |                |
| 会计、商业及经济       | 环球经济学系         | 国际工商系           | 市场营销系             | 零售管理系       |                |
| 理工及建筑环境         | 建筑理学系           | 生物医学工程系       | 化学工程系             | 土木工程系       |                |
| 理工及建筑环境         | 建筑管理系           | 电子(电脑网络)系     | 电机及电子工程系       | 电子通讯工程系   |                |
| 理工及建筑环境         | 电子工程系           | 环境工程系           | 工业工程系             | 材料及建造工程系 |                |
| 理工及建筑环境         | 机械工程系           | 机电工程系           | 石油化学工程系         | 建筑估算系       |                |
| 文学、社会科学及教育   | 广告学系             | 企业传播系           | 幼儿教育系             | 英文教育系       |                |
| 文学、社会科学及教育   | 英文系               | 辅导与谘商系         | 新闻学系               | 中文媒体新闻学系 |                |
| 文学、社会科学及教育   | 心理学系             | 公共关系系           |                        |                  |                |
| 中文                   | 中文系               |                      |                        |                  |                |
| 资讯及通讯科技         | 商业资讯系统系       | 通讯与网络系         | 电脑工程系             | 电脑科学系       |                |
| 资讯及通讯科技         | 资讯系统工程系       | 软件工程系           |                        |                  |                |
| 农业及食品科学         | 农业科学系           | 食品科学系           |                        |                  |                |
| 创意学及设计           | 广播学系             | 数码动画系           | 游戏设计系             | 游戏开发系       |                |
| 创意学及设计           | 图标设计及多媒体系   | 媒体与创意学系       |                        |                  |                |
| 精算学、数学及流程管理 | 精算学系             | 应用数学兼电脑计算系 | 金融数学系             | 物流及国际船运系 |                |
| 精算学、数学及流程管理 | 统计计算与作业研究系 |                      |                        |                  |                |
| 生命科学及物理         | 生物化学系           | 生物科技系           | 化学系                 | 微生物系         |                |
| 生命科学及物理         | 物理学系             |                      |                        |                  |                |
| 医学及保健科学         | 生物医学系           | 中医药学系           | 环境, 职业安全与健康系 | 医学系           |                |
| 医学及保健科学         | 护理系               | 物理治疗系           | 饮食治疗学系           |                  |                |

## 硕博课程
| 课程和论文制硕士学位 | 中文硕士                | 大众传播硕士        | 心理学硕士 (工业与组织心理学) |                         |
| 课程制硕士课程       | 建筑硕士                | 工商行政硕士        | 工商行政硕士 (建筑管理)       | 工商行政硕士 (企业监管) |
| 课程制硕士课程       | 工商行政硕士 (企业管理) | 工程硕士 (电机)     | 工程硕士 (电子系统)           | 工程硕士 (机械)         |
| 课程制硕士课程       | 资讯系统硕士            | 数学硕士            | 项目管理硕士                  |                         |
| 论文制硕士课程       | 哲学硕士                | 哲学硕士 (社会科学) | 文学硕士 (传播学)             | 理工科硕士              |
| 论文制硕士课程       | 理工科硕士 (电脑科学)   | 医学硕士 (中医药学) | 医学硕士                      | 理科硕士                |
| 论文制硕士课程       | 文学硕士 (中文)         |                     |                               |                         |
| 哲学博士课程         | 哲学博士                | 哲学博士 (社会科学) | 哲学博士 (工程)               | 哲学博士 (中文)         |
| 哲学博士课程         | 哲学博士 (电脑科学)     | 哲学博士 (中医药学) | 哲学博士 (医药)               | 哲学博士 (科学)         |

## 研究中心
拉曼大学作为一所综合大学，设置了35个学科研究中心，分别进行各项研究工作，名单如下：
| 研究中心 | |
| -------- | --- |
| 研究中心 | 会计、银行与金融研究中心 Center of Accounting, Business and Finance (CABF) （页面存档备份，存于）                                                   |
| 研究中心 | 农业和食品研究中心 Centre for Agriculture and Food Research (CAFR) （页面存档备份，存于）                                                           |
| 研究中心 | 应用心理学研究中心 Centre for Applied Psychology (CAP) （页面存档备份，存于）                                                                       |
| 研究中心 | 艺术研究中心 Center for Artistic Research (CFAR) （页面存档备份，存于）                                                                             |
| 研究中心 | 工商与管理研究中心 Centre for Business and Management (CBM) （页面存档备份，存于）                                                                  |
| 研究中心 | 中华研究中心 Centre for Chinese Studies (CCHS) （页面存档备份，存于）                                                                               |
| 研究中心 | 经济研究中心 Centre for Economic Studies (CES) （页面存档备份，存于）                                                                               |
| 研究中心 | 企业永续发展中心 Centre for Entrepreneurial Sustainability (CENTS) （页面存档备份，存于）                                                           |
| 研究中心 | 创意与沉浸技术中心 Centre for Immersive Technology & Creativity (CITC) （页面存档备份，存于）                                                       |
| 研究中心 | 物联网和大数据中心 Centre for Internet of Things and Big Data (CIoTBD) 页面存档备份，存于）                                                         |
| 研究中心 | 国际研究中心 Center for International Studies (CIS) （页面存档备份，存于）                                                                          |
| 研究中心 | 教学研究中心 Centre for Learning and Teaching (CLT) （页面存档备份，存于）                                                                          |
| 研究中心 | 现代语言与文学研究中心 Centre for Modern Languages and Literature (CMLL) （页面存档备份，存于）                                                     |
| 研究中心 | 可持续发展与企业社会责任研究中心 Centre for Sustainable Development and Corporate Social Responsibility in Business (CSDCSR) （页面存档备份，存于） |
| 研究中心 | 人工智能与计算机应用研究中心 Centre for Artificial Intelligence and Computing Applications (CAICA) （页面存档备份，存于）                           |
| 研究中心 | 生物多样性研究中心 Centre for Biodiversity Research (CBR) （页面存档备份，存于）                                                                    |
| 研究中心 | 癌症研究中心 Centre for Cancer Research (CCR) （页面存档备份，存于）                                                                                |
| 研究中心 | 通讯系统与网络研究中心 Centre for Communication Systems and Networks (CCSN) （页面存档备份，存于）                                                  |
| 研究中心 | 传染病研究中心 Centre for Research on Communicable Diseases (CRCD) （页面存档备份，存于）                                                           |
| 研究中心 | 环境与绿色科技研究中心 Centre for Environment and Green Technology (CEGT) （页面存档备份，存于）                                                    |
| 研究中心 | 医疗保健科技研究中心 Centre for Healthcare Science and Technology （页面存档备份，存于）                                                            |
| 研究中心 | 资讯系统与软件技术研究中心 Centre for Information Systems and Software Technologies (CISST) （页面存档备份，存于）                                  |
| 研究中心 | 数学研究中心 Centre for Mathematical Sciences (CMS) （页面存档备份，存于）                                                                          |
| 研究中心 | 光子学与先进材料研究中心 Centre for Photonics and Advanced Materials Research (CPAMR) （页面存档备份，存于）                                        |
| 研究中心 | 中医药研究中心 Centre for Research In Traditional Chinese Medicine (CRTCM) （页面存档备份，存于）                                                   |
| 研究中心 | 干细胞研究中心 Centre for Stem Cell Research (CSCR) （页面存档备份，存于）                                                                          |
| 研究中心 | 超大规模集成电路设计研究中心 Centre for VLSI Design (CVLSI)                                                                                         |
| 研究中心 | 非传染性疾病研究中心 Centre for Research on Non-Communicable Diseases (CRNCD) （页面存档备份，存于）                                                |
| 研究中心 | 敦陈祯禄社会与政策研究中心 Tan Cheng Lock Centre for Social & Policy Studies (TCLC) （页面存档备份，存于）                                          |
| 研究中心 | 网络安全中心 Centre for Cyber Security (CCS) （页面存档备份，存于）                                                                                 |
| 研究中心 | 减灾研究中心 Centre for Disaster Risk Reduction (CDRR) （页面存档备份，存于）                                                                       |
| 研究中心 | 绿色建筑研究院 Centre for Environment and Green Technology (CEGT) （页面存档备份，存于）                                                            |
| 研究中心 | 媒体与传播研究中心 Centre for Media and Communications Research (CMCR) （页面存档备份，存于）                                                       |
| 研究中心 | 可持续建筑中心 Centre of Sustainable Architecture (SOSA) （页面存档备份，存于）                                                                     |
| 研究中心 | 可持续移动科技研究中心 Center for Sustainable Mobility Technologies (CSMT) （页面存档备份，存于）                                                   |
| 研究中心 | 电力系统和电力中心 Centre for Power Systems and Electricity (CPSEE) （页面存档备份，存于）                                                          |
| 研究中心 | 铁道与基础建设工程研究中心 Centre for Railway Infrastructure and Engineering (CRIE) （页面存档备份，存于）                                          |
| 研究中心 | 一带一路策略研究中心 Belt and Road Strategic Research Centre (BRSRC) （页面存档备份，存于）                                                         |

## 声望与排名

### 泰晤士高等教育大學排名
| 年份 | 排名    | 排行榜                                        |
| ---- | ------- | --------------------------------------------- |
| 2017 | 111-120 | 泰晤士高等教育亚洲大学排名                    |
| 2017 | 101-150 | 泰晤士高等教育年经大學排名                    |
| 2017 | 14      | 泰晤士高等教育年经大學排名 - 千禧一代大学     |
| 2018 | 501-600 | 泰晤士高等教育世界大學排名                    |
| 2018 | 99      | 泰晤士高等教育亚洲大学排名                    |
| 2018 | 101-150 | 泰晤士高等教育年经大學排名                    |
| 2018 | 111-120 | 泰晤士高等教育亚太区大學排名                  |
| 2019 | 501-600 | 泰晤士高等教育世界大學排名                    |
| 2019 | 111-120 | 泰晤士高等教育亚太区大學排名                  |
| 2019 | 101-200 | 泰晤士高等教育世界大学影响力排名              |
| 2019 | 111     | 泰晤士高等教育亚洲大学排名                    |
| 2019 | 101-150 | 泰晤士高等教育年经大學排名                    |
| 2020 | 501-600 | 泰晤士高等教育世界大学排名                    |
| 2020 | 501+    | 泰晤士高等教育世界大学学科排名 - 商科与经济学 |
| 2020 | 601-800 | 泰晤士高等教育世界大学学科排名 - 工程与科技   |
| 2020 | 201-300 | 泰晤士高等教育世界大学影响力排名              |
| 2020 | 119     | 泰晤士高等教育亚洲大学排名                    |
| 2020 | 101-150 | 泰晤士高等教育年经大學排名                    |
| 2021 | 501-600 | 泰晤士高等教育世界大学排名                    |
| 2021 | 501-600 | 泰晤士高等教育世界大学学科排名 - 商科与经济学 |
| 2021 | 601-800 | 泰晤士高等教育世界大学学科排名 - 工程与科技   |
| 2021 | 201-300 | 泰晤士高等教育世界大学影响力排名              |
| 2021 | 119     | 泰晤士高等教育亚洲大学排名                    |
| 2021 | 147     | 泰晤士高等教育年经大學排名                    |

### QS大学排名
| 年份 | 排名     | 排行榜                                    |
| ---- | -------- | ----------------------------------------- |
| 2012 | 251-300  | QS亚洲大学排名                            |
| 2012 | 64       | QS亚洲大学排名 - 雇主声誉                 |
| 2013 | 251-300  | QS亚洲大学排名                            |
| 2015 | 251-300  | QS亚洲大学排名                            |
| 2016 | 251-300  | QS亚洲大学排名                            |
| 2016 | 90       | QS亚洲大学排名 - 国际学院                 |
| 2016 | 126      | QS亚洲大学排名 - 雇主声誉                 |
| 2018 | 251-260  | QS亚洲大学排名                            |
| 2019 | 188      | QS亚洲大学排名                            |
| 2020 | 801-1000 | QS世界大学排名                            |
| 2020 | 251-300  | QS世界大学毕业生就业力排名                |
| 2020 | 181      | QS亚洲大学排名                            |
| 2021 | 801-1000 | QS世界大学排名                            |
| 2021 | 157      | QS亚洲大学排名                            |
| 2022 | 801-1000 | QS世界大学排名                            |
| 2022 | 201-250  | QS世界大学毕业生就业力排名                |
| 2022 | 13       | QS世界大学毕业生就业力排名 - 毕业生就业率 |

### 世界绿能大学排行
| 年份 | 排名 | 排行榜           |
| ---- | ---- | ---------------- |
| 2014 | 94   | 世界绿能大学排行 |
| 2015 | 106  | 世界绿能大学排行 |
| 2016 | 274  | 世界绿能大学排行 |
| 2017 | 116  | 世界绿能大学排行 |
| 2018 | 146  | 世界绿能大学排行 |
| 2019 | 102  | 世界绿能大学排行 |
| 2020 | 106  | 世界绿能大学排行 |
| 2021 | 84   | 世界绿能大学排行 |
| 2022 | 91   | 世界绿能大学排行 |

### 马来西亚学术资格鉴定机构（MQA）
- 马来西亚学术资格鉴定机构负责Rating for Higher Education Institutions in Malaysia (SETARA)和Discipline-Based Rating System (D-SETARA)的评估工作。

| 年份 | 排名               | 排行榜                   |
| ---- | ------------------ | ------------------------ |
| 2011 | Tier 5（杰出）     | SETARA                   |
| 2012 | Tier 5（杰出）     | D-SETARA Engineering     |
| 2012 | Tier 4（非常好）   | D-SETARA Health Sciences |
| 2013 | Tier 5（杰出）     | SETARA                   |
| 2017 | Tier 5（杰出）     | SETARA                   |
| 2018 | Tier 5（非常竞争） | SETARA                   |

## 合作院校
迄至2023年1月13日，拉曼大学已有317所合作院校，遍及美洲、大洋洲、欧洲、亚洲、非洲等地区。。

## 知名校友
- 周美芬（英语：Chew Mei Fun），馬來西亞婦女、家庭及社會發展部前政務次長和前副部長及馬來西亞華人公會（馬華公會）前全國婦女組主席
- 龚柯允，馬來西亞歌手、演員
- 朱俊丞，馬來西亞演員
- 郭修篆，馬來西亞導演
- 陳勢安，馬來西亞歌手
- 李艾薇，馬來西亞歌手

## 争议

### 涉嫌逃税争议
2024年6月，马来西亚内陆税收局向拉曼大学发出追讨所得税及罚款的通知，并于同年9月宣布拉曼大学不再获得免税地位之后拉曼大学教育基金会主席石清霖接受媒体采访时表示“拉曼大学教育基金会向来奉公守法，不曾错漏稽查工作。”并呼吁马来西亚首相兼财政部长安华撤销不再获得免税地位的决定。。10月，首相安华宣布豁免追税和罚款8300万令吉一事。他表示该决定是政府基于不向非营利教育机构征税的政策，并指内陆税收局向拉曼大学发出追讨因为是迟批了准豁免。